# 黄州郡
黄州郡（ファンジュぐん）は、朝鮮民主主義人民共和国黄海北道に属する郡。

## 地理
黄海北道の西北端に位置し、大同江に面する。
西に松林市、南に鳳山郡、東に燕灘郡、北に中和郡に隣接する。

## 行政区域
1邑・28里で構成される。
| - 黄州邑（ファンジュウプ） - 高淵里（コヨンニ） - 光川里（クァンチョンニ） - 九浦里（クポリ） - 金石里（クムソンニ） - 内外里（ネウェリ） - 大洞里（テドンニ） - 龍宮里（リョングンニ） - 龍川里（リョンチョンニ） - 三田里（サムジョンニ） - 三井里（サムジョンニ） - 三勲里（サムンニ） - 石山里（ソクサンニ） - 石井里（ソクチョンニ） - 蒜峯里（ソンボンニ） | - 順天里（スンチョンニ） - 新上里（シンサンニ） - 外上里（ウェサンニ） - 雲城里（ウンソンニ） - 仁浦里（インポリ） - 長沙里（チャンサリ） - 長川里（チャンチョンニ） - 天柱里（チョンジュリ） - 鉄島里（チョルトリ） - 青龍里（チョンニョンニ） - 青雲里（チョンウンニ） - 沈村里（チムチョンニ） - 浦南里（ポナムニ） - 黒橋里（フッキョリ） |

## 歴史
朝鮮王朝時代には、海州とともに黄海道の中心都市のひとつであった。
日本統治時代には、大同江に面した兼二浦が港湾・製鉄の中心として栄え、1930年に兼二浦邑に昇格した。兼二浦は、独立後の1947年に松林市として分離する。

### 年表
この節の出典
- 1914年4月1日 - 郡面併合により、黄海道黄州郡に以下の面が成立。(13面)
  - 黒橋面・九聖面・清水面・三田面・永豊面・斉安面・州南面・天柱面・青龍面・亀洛面・都峙面・仁橋面・松林面
- 1929年 - 斉安面が黄州面に改称。(13面)
- 1939年10月1日 - 黄州面が黄州邑に昇格。(1邑12面)
- 1942年4月1日 - 松林面および九聖面・三田面の各一部が合併し、兼二浦邑が発足。(2邑11面)
- 1945年光復直後 (13面)
  - 黄州邑が黄州面に降格。
  - 兼二浦邑が松林面に降格。
- 1947年6月 - 松林面が市制施行し、松林市となり、郡より離脱。(12面)
- 1952年12月 - 郡面里統廃合により、黄海道黄州郡黄州面・州南面・青龍面・三田面・永豊面・九聖面・清水面・黒橋面および天柱面の一部、平安南道中和郡中和面の一部地域をもって、黄海道黄州郡を設置。黄州郡に以下の邑・里が成立。(1邑24里)
  - 黄州邑・雲城里・新上里・蒜峯里・順天里・沈村里・九浦里・青龍里・三田里・鉄島里・長川里・三井里・大洞里・石山里・龍宮里・青雲里・三街浦里・石井里・黒橋里・高淵里・龍川里・金沙里・内外里・三勲里・天柱里
- 1953年 (1邑26里)
  - 三街浦里が分割され、仁浦里・光川里が発足。
  - 金沙里の一部が分立し、金石里・長沙里が発足。
  - 金沙里の残部が平安南道中和郡館峯里に編入。
- 1954年10月 - 黄海道の分割により、黄海北道黄州郡となる。(1邑26里)
  - 沈村里の一部が黄海北道鳳山郡龍林里に編入。
  - 黄海北道松林市新両里の一部が三田里に編入。
- 1956年 (1邑28里)
  - 内外里の一部が分立し、外上里が発足。
  - 九浦里の一部が分立し、浦南里が発足。
  - 九浦里の一部が鳳山郡鳳儀里に編入。
- 1961年 - 燕灘郡陵山里の一部が雲城里に編入。(1邑28里)

## 交通
- 平釜線
  - 黒橋駅 - キンドゥン駅 - 黄州駅 - 沈村駅
- 松林線
  - 黄州駅 - 長川里駅